# جان بینبریج (بازیکن فوتبال)
جان بینبریج (انگلیسی: John Bainbridge؛ 1880 – ۱۷ ژانویهٔ ۱۹۶۰ (aged 79)) بازیکن فوتبال اهل بریتانیا بود.
از باشگاه‌هایی که در آن بازی کرده‌است می‌توان به باشگاه فوتبال گلوسوپ نورث اند، باشگاه فوتبال پورتسموث، باشگاه فوتبال هارتل پول یونایتد، باشگاه فوتبال ساوت‌همپتون، و باشگاه فوتبال ردینگ اشاره کرد.